# J002E3
J002E3은 2002년 9월 3일 캐나다의 아마추어 천문학자 윌리엄 광 유 영(영어: William Kwong Yu Yeong, Bill Yeong 중국어: 楊光宇)이 발견한 우주 상의 물체에 붙인 이름이다. 이 물체는 처음에는 소행성이라고 추측했으나 추후 분석 결과 분광학적 스팩트럼 조사에서 로켓에 이용하는 페인트 성분이 검출되었고, 나중에 아폴로 12호의 새턴 V 로켓 3단인 에스 포비(S-IVB)로켓인 것으로 확인되었다.(일련번호 S-IVB-507) 이 로켓은 1969년 11월 처음에는 영구적으로 태양 주회 궤도에 보낼 예정이었으나 1971년 불안정한 고고도 지구 선회 궤도로 흘러들어갔다 이탈했다를 반복하다 2003년 6월 이후 40년을 주기로 하는 태양 궤도-지구 궤도를 반복하여 공전하고 있다.

## 관측

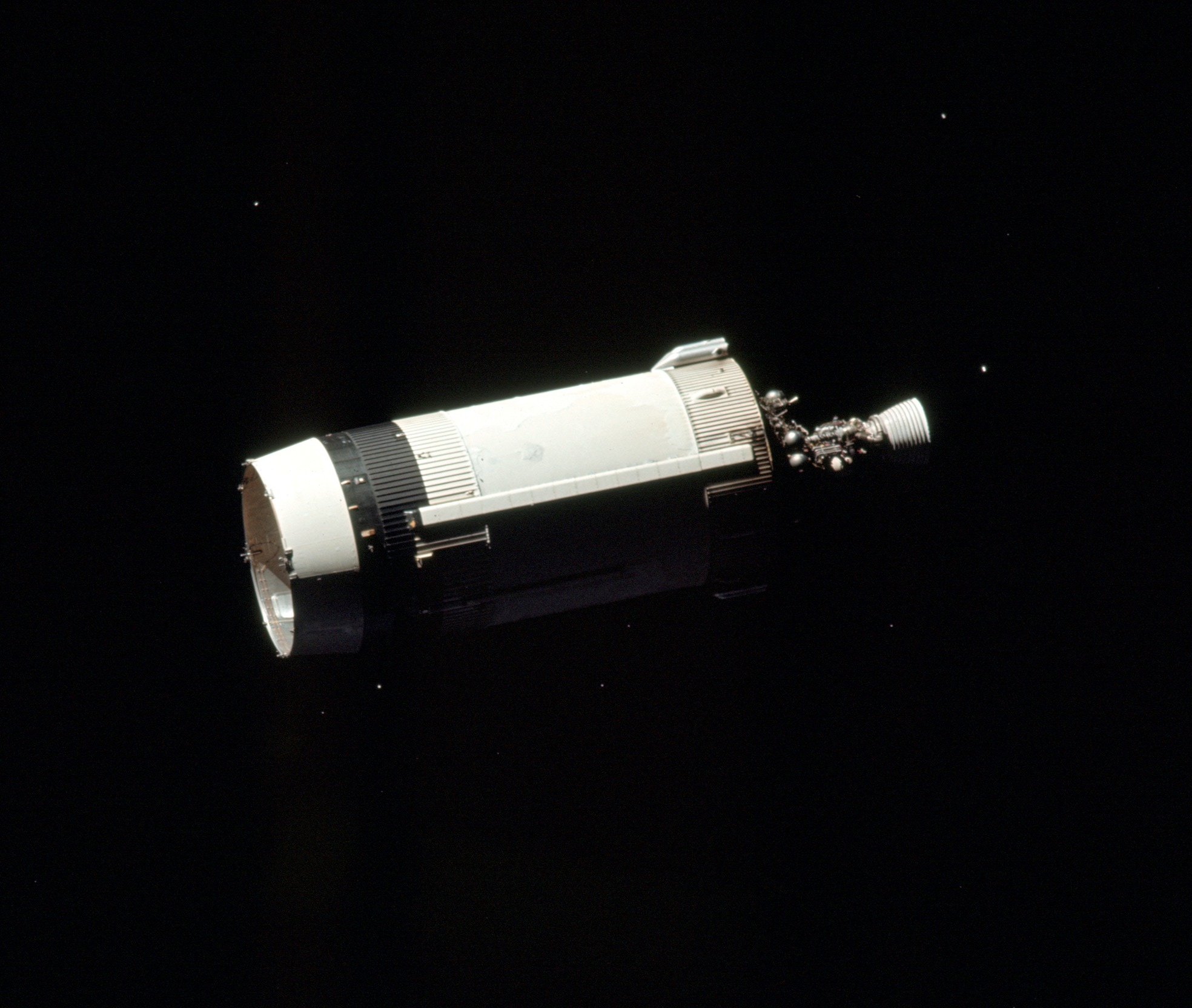
아폴로 17호의 S-IVB 로켓. J002E3은 이와 같은 종류인 아폴로 12호의 S-IVB 로켓이다.

이 물체가 처음 발견되었을 때에는 지구 주위를 공전하는 궤도에 있다는 사실이 빠르게 밝혀졌다. 천문학자들은 지구를 공전하는 유일한 거대 천체는 달밖에 없으며 지구, 달, 태양의 섭동으로 자연 물체였다면 이미 오래전에 궤도에서 튕겨나갔을 것이라고 생각했다. 즉 이 물체는 얼마 되지 않아 지구 궤도에 진입한 물체일 것이라 가정했으나 J002E3의 궤도와 일치하는 최근에 발사된 우주선은 없었다. 다른 설명으로는 이 물체가 직경 30m의 암석이라는 추측도 있었으나 애리조나 대학의 천문학자들은 J002E3의 스펙트럼 분석 결과 흰색, 검은색 페인트와 알루미늄이 포함된 인공물질의 흡수 스펙트럼 특징이 보이며 새턴 V 로켓일 것이라 추정했다. 궤도 역추적 결과 지구 궤도를 31년간 돌았으며 1971년 즈음 마지막으로 지구 근방에 있었음이 나왔다. 즉 이 물체는 아폴로 14호 탐사 과정중 생겨난 우주 쓰레기일 것이라 추정했으나 당시 NASA는 아폴로 14호에 사용한 모든 물체의 소재를 알고 있었다. 예를 들어 3단 로켓의 경우에는 월진 실험을 위해 의도적으로 달 표면에 추락시킨 상태였다.
가장 유력한 설명은 아폴로 12호의 S-IVB 로켓이란 설명이다. 나사는 원래 S-IVB 로켓을 태양 공전 궤도로 유도시킬 계획이었으나 S-IVB 로켓의 남아있는 추친체를 배출하기 위해 얼리지 모터를 더 오래 연소시킬 경우 로켓이 달-지구 궤도를 탈출하기에 충분한 에너지를 주지 못함이 드러나자 1969년 11월 18일 달을 지나 지구 주변 반안정 궤도로 진입했을 즈음 방출하였다.
J002E3은 2003년 6월 지구 공전 궤도를 탈출하였고 2040년 중반 다시 지구 궤도로 돌아올 것으로 추정된다.

## 충돌 위험
아폴로 12호의 S-IVB는 약 9,559 kg(2만 파운드)로 지구 궤도를 불안정하게 돌기 때문에 2032년에는 지구에 추락할 것이다. 이 물체와 비슷한 10,000 kg 급의 운석은 1년에 10회 정도 지구 대기에 진입하며 이 중 하나는 10년에 한번 정도 지구 표면까지 떨어져 닿는다.
아폴로 계획, 스카이랩 계획, 아폴로-소유스 시험 계획 등에서 사용한 비슷한 S-IVB들은 1966년에서 1975년 사이 지구로 접근하여 추락했는데, 스카이랩 우주정거장을 포함하여 모두 대기중에서 불타 작은 조각으로 사라져 지표면에 영향을 미치지 않았다.

## 같이 보기
- 6Q0B44E, 유성으로 여겨졌던 우주선 파편
- 2006 RH120, 유성으로 여겨졌던 우주선 파편
- 2007 VN84, 로제타 탐사선을 소행성으로 잘못 파악
- 3753 크뤼트네
- 우주 쓰레기
- 지구의 위성